# 搬字錢
搬字錢，是流傳山西原平市的傳統牌類遊戲，以清代方孔钱作牌具，類似的有江西的打銅錢牌。

## 牌具
- 二十枚各地所鑄大清通宝，地名順序的口訣為「同福临东江，宣原苏蓟昌，宁河南广浙，台贵峡云彰」。

## 牌規
有屬於吃墩遊戲、又稱鬪對兒的比大小，與接龍的頂牛兒兩種玩法。

### 比大小
- 兩人遊戲，各分十枚。
- 配錢後，一玩家說要出一到任意數的錢數，要對手出同數錢，若一次出多枚，順序需能相連。若無法成順序，墊同數量錢。然後兩人一同亮出。地名順序在前者，獲得該回所有錢，下回合出牌。
- 所有錢出完，以獲得錢多者勝。[1]

### 頂牛兒
- 兩人遊戲，各分十枚。
- 配錢後，一玩家手握出一枚錢，要對手出順序為前或後一地的錢，否則扣除一枚。若能出者，下回合出牌。
- 所有錢出完，以獲得錢多者勝。[1]